# 江榮暉
江榮暉（英語：Kong Wing Fai，1967年10月2日—），原名江明輝，香港男演員，畢業於第14期無綫電視藝員訓練班，1987年加入無綫電視，現為無綫電視基本藝人合約藝員，亦是香港明星足球隊成員。

## 背景

### 早年生活
江榮暉早年在九龍大角咀長大，就讀喇沙小學及喇沙書院，有二兄一姊，父親是公務員，從小被希望他成為律師的父母栽培。江榮暉小時候常與父親觀看戰爭電影，在喇沙書院讀至中三（1985年），即升讀中四前便負笈英國諾丁漢，2年後原計劃與兄長赴澳洲升學，期間在1987年暑假留意無綫電視舉行超級新星比賽招募，雖未能晉身比賽，卻被邀請及選中加入第14期無綫電視藝員訓練班，並在父母反對下畢業。同期學員計有郭富城、林文龍、邵仲衡、梅小惠、鍾淑慧、麥長青、韓毓霞等人。當年江榮暉抱著想在演藝方面創出成就去嘗試投身娛樂圈，旨在要比分別從事測量師及醫生的兩位兄長優勝。

### 事業發展
江榮暉自訓練班畢業後簽約成為無綫電視藝人。畢業前已被公司安排參演《城市故事》，未幾因周星馳被調離《430穿梭機》節目組，江榮暉獲相中試鏡，最終未獲起用為主持。他主要飾演小人物角色為主，直至1997年約滿離開無綫電視且前往馬來西亞發展演藝事業，參演過《己子當歸》一類電視劇集，當過劇集主角。當時他的發展情況一般，所拍攝之華語劇集收視率大多偏低，2006年才被曾勵珍邀請重返無綫電視至今，出演《古靈精探》。此前應邀參演教育電視關於中國歷史（唐朝安史之亂）的集數。2010年代曾隨朋友做夜間清潔工人。而回到香港生活之前，他由於喜歡動漫與遊戲，所以自1980年代末起至1997年在深水埗高登電腦中心經營售賣遊戲機─任天堂紅白機及遊戲機卡帶店舖。也在1997年在葵芳經營貼紙機生意，結果礙於成本高，需要時常更換貼紙機圖像的電路板而結業離場。

### 藝名來源
「江榮暉」一藝名起源自江榮暉本聽從風水師建議，為命格缺火（「榮」的火與「暉」的日，即太陽可補足火屬性）的他所改。又他的外號「光明頂」，名稱來自1980年代初入行時常需要剃光頭配合古裝劇拍攝，有一天明星足球隊隊友、藝人鍾保羅到電視台化妝間找他，有人聽錯便大叫「光明頂」，自此其他人以此外號來稱呼當時仍用原名的江榮暉。此外，江榮暉一直都是香港明星足球隊成員，司職中後衞，至今仍未婚。

## 演出作品
*以下列表只記錄江榮暉演出過的影視作品，若有遺漏，請協助補充相關資料。

### 電視劇
| 首播     | 劇名                        | 角色                     |
| 無綫電視 |                             |                          |
| 1987年   | 城市故事                    | 興                       |
| 1988年   | 老子萬歲                    |                          |
| 1988年   | 鬥氣一族                    | 發好友                   |
| 1988年   | 太平天國                    | 阿祿                     |
| 1989年   | 義不容情                    | 大學生                   |
| 1989年   | 蓋世豪俠                    | 常貴                     |
| 1990年   | 阿二一族                    |                          |
| 1990年   | 戀愛快拍                    |                          |
| 1990年   | 午夜太陽                    | 方子健                   |
| 1990年   | 孖仔孖心肝                  | 李玉好男友               |
| 1991年   | 怒海孤鴻                    | 陳蝦妹                   |
| 1991年   | 未婚爸爸                    |                          |
| 1991年   | 卡拉屋企                    | 鄧仁興                   |
| 1992年   | 重案傳真                    | 麥基                     |
| 1992年   | 血濺塘西                    |                          |
| 1992年   | 巨人                        | 洪耀揚                   |
| 1992年   | 大賭場                      |                          |
| 1992年   | 愛生事家庭                  | 劉少堂                   |
| 1994年   | 烈火狂奔                    | 林俊邦                   |
| 1994年   | 天子屠龍                    |                          |
| 1995年   | O記實錄                     | 恐龍                     |
| 1996年   | 聊齋                        | 木興（單元《古劍幽靈》） |
| 1996年   | 聊齋                        | 喜兒（單元《狐仙報恩》） |
| 1996年   | 笑傲江湖                    | 英白羅                   |
| 1996年   | 殭屍福星                    |                          |
| 1997年   | 苗翠花                      |                          |
| 1997年   | 男人四十打功夫              | 丁一全                   |
| 1997年   | 狀王宋世傑                  | 小德張                   |
| 1998年   | 緣來沒法擋                  |                          |
| 2007年   | 緣來自有機                  | 蔡嘉荣                   |
| 2008年   | 古靈精探                    | 施厚德                   |
| 2008年   | 甜言蜜語                    | 張德                     |
| 2009年   | 畢打自己人                  | 喪貓                     |
| 2010年   | 戀愛星求人                  | 余標                     |
| 2010年   | 蒲松齡                      | 葉自鳴                   |
| 2010年   | 讀心神探                    | 王曉東                   |
| 2011年   | 誰家灶頭無煙火              | 戴司卿                   |
| 2011年   | 誰家灶頭無煙火              | 戴司梅                   |
| 2011年   | 團圓                        | Eric                     |
| 2012年   | 缺宅男女                    | Peter                    |
| 2012年   | 法網狙擊                    | 艾家蔭                   |
| 2013年   | 初五啟市錄                  | 勝                       |
| 2013年   | 女警愛作戰                  | 田老闆                   |
| 2013年   | 好心作怪                    | 林鏡                     |
| 2013年   | 愛·回家                     | 梁彥昌                   |
| 2013年   | 師父·明白了                 | 針                       |
| 2014年   | 單戀雙城                    | 球                       |
| 2014年   | 廉政行動2014                | 莫志昌                   |
| 2014年   | 大藥坊                      | 武傑                     |
| 2014年   | 八卦神探                    | 管保羅                   |
| 2015年   | 愛·回家                     | 林忠有                   |
| 2015年   | 鬼同你OT                    | 黎希和                   |
| 2015年   | 張保仔                      | 旻亮                     |
| 2016年   | 末代御醫                    | 張正元                   |
| 2016年   | 來自喵喵星的妳              | 裘貴奇                   |
| 2017年   | 全職沒女                    | 麥龍                     |
| 2017年   | 雜警奇兵                    | 洪昆                     |
| 2017年   | 溏心風暴3                   | 祥叔                     |
| 2018年   | 果欄中的江湖大嫂            | 泰哥                     |
| 2018年   | 愛·回家之開心速遞           | 找錢祥（第417集）        |
| 2018年   | 大帥哥                      | 北野友                   |
| 2019年   | 荷里活有個大老千                  | 王導演                   |
| 2019年   | 機動部隊2019                | 急症室警員               |
| 2019年   | 白色強人                    | 李耀興                   |
| 2019年   | 十二傳說                    | 鍾日發                   |
| 2019年   | 丫鬟大聯盟                  | 禮部尚書                 |
| 2019年   | 過街英雄                    | 黎世忠                   |
| 2020年   | 黃金有罪                    | 蕭導演                   |
| 2020年   | 愛·回家之開心速遞           | 何大福（第783、792集）   |
| 2020年   | 大醬園                      | 夏冬                     |
| 2020年   | 踩過界II                    | 桑拿浴經理               |
| 2021年   | 七公主                      | 管房                     |
| 2021年   | 我家無難事                  | 水哥                     |
| 2021年   | 食腦喪Ｂ（myTV SUPER 首播） | 發哥                     |
| 2022年   | 黯夜守護者                  | 十哥                     |
| 2022年   | 美麗戰場                    | 才叔                     |
| 馬來西亞 |                             |                          |
| 2002年   | 己子當歸                    |                          |
| 邵氏兄弟 |                             |                          |
| 2022年   | 飛虎3壯志英雄               | Ben                      |
| 2023年   | 廉政狙擊                    | 周志棠                   |

### 電影
| 首映     | 電影名           | 角色 |
| 2001年   | 絕望邊緣         |      |
| 2002年   | 刑偵檔案之血謎殺 |      |
| 電視電影 |                  |      |
| 1994年   | 天涯追兇         |      |

### 電視節目
- 2022年：《思家大戰》[5]

## 外部連結
- 江榮暉在tvb.com的資料
- 江榮暉的Facebook專頁
- 江榮暉的Instagram帳戶
- 江榮暉的新浪微博